# Literatura de la Onda
La literatura de la Onda fue originalmente un movimiento literario y después multidisciplinario surgido en México durante la segunda mitad de los años 1960. El término fue acuñado por Margo Glantz quien lo utilizó para referirse despectivamente a los jóvenes que producían estos textos en ese entonces.
Estuvo formado por jóvenes que pretendían una ruptura con la literatura tradicional a través de un lenguaje más abierto y franco. Manifestaban un profundo desacuerdo con el régimen autoritario del llamado «PRI-gobierno», pero no lo podían expresar abiertamente, por lo que escogieron la literatura irreverente como un medio, en la que tocaron temas como la guerra de Vietnam, las drogas, el rock and roll, el sexo y otros, todos ellos considerados en ese entonces tabú.
Este movimiento es considerado en muchos aspectos «contracultural», y ha funcionado como una válvula de escape a problemas tan graves como la matanza de Tlatelolco y la represión de la «dictadura perfecta» del PRI, expresada nuevamente en el «Halconazo» del 10 de junio de 1971. La Literatura de la Onda es fundamentalmente de temática urbana, y tiene como argumento las vicisitudes de jóvenes que se expresaban según «un nuevo tipo de lenguaje realista», la música pop y el rock and roll, y su manejo desenfadado de la vida en estas condiciones, que incluía a menudo el uso de drogas. Este movimiento, cuyo clímax fue alrededor del Festival de Avándaro, pretendía desarrollar un lenguaje que de hecho ya usaban los grupos más marginados de la Ciudad de México, quienes también tenían acceso, aunque de manera marginal, al habla de las clases pudientes de México, y la criticaban acremente.

## Representantes
Los principales representantes de esta corriente son José Agustín (Guadalajara, Jalisco, 1944 - Cuautla, Morelos, 2024), Gustavo Sainz (Ciudad de México, 1940 - Bloomington, Indiana, 2015) y Parménides García Saldaña (Orizaba, Veracruz, 1944 - Ciudad de México, 1982).

## Origen del nombre
El término «literatura de la Onda» fue acuñado por Margo Glantz con un sentido abiertamente despectivo hacia estos jóvenes escritores, quienes con un lenguaje «soez» practicaban una literatura de «bajo nivel». Pese a que la mayoría de ellos rechazaron el adjetivo que se les adjudicó, a partir de entonces fueron conocidos con ese término. 
El influyente intelectual y sacerdote Enrique Marroquín, incluyendo a todos los seguidores de la Onda, acuñó el concepto «jipitecas».